# Our Mother's House
Our Mother's House é um filme de drama e suspense britânico de 1967 produzido e dirigido por Jack Clayton para Filmways Pictures, com distribuição da MGM. O roteiro de Jeremy Brooks e Haya Harareet adaptou para o cinema o romance homônimo de 1963 de Julian Gloag. Dirk Bogarde é o protagonista mas ele aparece apenas na segunda metade do filme.
A produção é a segunda de uma vaga trilogia do diretor Clayton que explora temas de ocultismo e com crianças em situação de isolamento e ameaçadas pelo mal. O mais famoso desses filmes foi o primeiro, The Innocents, uma reconhecida adaptação cinematográfica do livro de Henry James "The Turn of the Screw". O terceiro filme foi a adaptação da obra de Ray Bradbury, Something Wicked This Way Comes, lançado em 1983.

## Elenco
- Dirk Bogarde...Charlie Hook
- Margaret Brooks...Elsa
- Pamela Franklin...Diana
- Louis Sheldon Williams...Hubert
- John Gugolka...Dunstan
- Mark Lester...Jiminee
- Sarah Nicholls...Gerty
- Gustav Henry...Willy
- Parnum Wallace...Louis
- Yootha Joyce...Senhora Quayle
- Claire Davidson...Senhorita Bailey
- Anthony Nicholls...Senhora Halbert
- Annette Carell...Mãe
- Gerald Sim...bancário
- Edina Ronay...Doreen

## Sinopse
Sete crianças, com idades que variam de cinco a quatorze anos, moram numa antiga casa vitoriana num subúrbio de Londres. As crianças mais velhas dão assistência à mãe doente, fanática religiosa e abandonada pelo marido, que se recusa a ser atendida por um médico. Quando a mulher morre subitamente, as crianças temem serem enviadas a um orfanato e resolvem esconder o acontecido de todos, dizendo que a mãe viajara até o litoral para se tratar. Elas enterram o corpo no quintal e convertem um barracão num tabernáculo, onde reúnem alguns pertences que foram da mãe e tentam se comunicar com o espírito dela. Quando uma das crianças pequenas, Gerty, fica doente, a irmã mais velha Elsa se recusa também a levá-la a um médico, afirmando que a mãe faria assim. Outro irmão, Hubert, se desespera com a saúde abalada de Gerty e, secretamente, envia uma carta ao homem que seria o pai deles, Charlie, pegando o endereço na correspondência da falecida mãe. Charlie chega num momento em que as coisas pareciam fugir do controle e de início consegue ser aceito por todos como o pai e chefe da família. Mas Elsa desconfia das intenções de Charlie e tenta alertar os irmãos.

## Produção
Quem chamou a atenção de Clayton para o livro de Julian Gloag foi o amigo próximo dele, o romancista canadense  Mordecai Richler. De acordo com o biógrafo Neil Sinyard, Clayton ficou "instantaneamente fascinado". Uma carta de 1966 de Gloag para Clayton sugeria que a 20th Century Fox estava interessada em produzir a adaptação cinematográfica da obra e que Eleanor Perry havia escrito um roteiro, mas os direitos acabaram sendo adquiridos pela MGM e Filmways. Clayton contratou Jeremy Brooks (então gerente literário da Royal Shakespeare Company) para escrever o roteiro. Esse trabalho pareceu a Clayton muito longo e muito similar ao livro daí ele trouxe a esposa, a notável atriz e escritora Haya Harareet, para (tradução livre) "enxugar a estrutura e particularmente alterar o final para fazê-lo temática e psicologicamente mais consistente do que o do romance".
Richard Burton era a primeira escolha para interpretar Charlie, mas houve o receio de que seu salário ultrapassasse o orçamento disponível. Assim, Bogarde ficou com o papel. O elenco juvenil era liderado por Pamela Franklin, que trabalhara no filme anterior do diretor (ela interpretara Flora, uma das crianças possuídas de The Innocents). Yootha Joyce também trabalhara com Clayton antes, numa celebrada aparição em The Pumpkin Eater (1964).
Our Mother's House é a segunda das cinco colaborações entre Clayton e o notável compositor francês Georges Delerue, que tinha primeiramente trabalhado com o diretor em The Pumpkin Eater (1964). 16 anos após Our Mother's House, Clayton e Delerue se reuniram novamente em Something Wicked This Way Comes (1983), apesar da produção ter problemas, pois o estúdio (Disney) forcava Clayton a substituir Delerue (cuja música original era considerada muito sombria) por James Horner. Delerue voltou para compôr as músicas dos dois últimos projetos de Clayton: The Lonely Passion of Judith Hearne (1987) e o telefilme Memento Mori (1992).

## Recepção
Revendo o filme quando do lançamento nos Estados Unidos em novembro de 1967, Roger Ebert  deu-lhe a cotação de três estrelas e meia. Descreveu-o como (tradução lvre/aproximada como as demais) "um dos maiores suspenses dos anos recentes ... não é um falso "Quem está aqui?" mas um suspense baseado em personalidades reais aprisionadas numa situação impossível". Ebert também elogiou a atuação do elenco juvenil:
"O uso de crianças em filmes pode ser um negócio complicado, apenas porque os monstrinhos estão por toda a produção: planos, atmosfera, tudo ... Ocasionalmente, contudo, um diretor consegue dominar os prodígios mirins e extrair deles interpretações contidas, e quando consegue isso o resultado pode ser memorável. Peter Brooks fez isso em "Lord of Flies"; Lee Thompson também com Hayley Mills em "Tiger Bay"; e agora Jack Clayton é soberbo em Our Mother's House ... (ele) ... dirigiu com mão firme.
Em edição de abril de 2014 do Sight & Sound da BFI, o artigo de Pasquale Iannone intitulado "Age of Innocence" analisa a história dos filmes de crianças e na página 36 sobre o cabeçalho "The Child Left Alone" ela escreve:
"Depois de falar sobre a tensão, do puxa-e-empurra entre os mundos adulto e criança, o que acontece quando as crianças são deixadas sós, quando não existem regras a serem quebradas?  Em "Our Mother's House" de Jack Clayton (1967), uma família de sete crianças decide não contar que sua mãe falecera por medo de serem enviadas para um orfanato. Em seguida, enterram o corpo no quintal de sua grande casa e buscam continuar a vida normalmente. Clayton passa por toda a gama de emoções da infância - despreocupadas e brincalhonas num minuto, impiedosamente cruéis no seguinte - no que permanece como um dos mais subvalorizados retratos das vicissitudes da infância.
Bogarde atua com competência sem ser o seu melhor, mas não é o seu filme de qualquer modo. Isto pertence as crianças, e elas são crianças muito reais".

## Indicações a prêmios
- Dirk Bogarde recebeu uma das seis indicações dele ao BAFTA, como melhor ator.
- O filme foi indicado ao Leão de Ouro como "Melhor Filme de 1967" no Festival de Cinema de Veneza.